# Cruis’n USA
Cruis’n USA ist ein Rennspiel, das zunächst 1994 als Arcade-Automat und später für Nintendo 64 und Wii erschien. Cruis'n USA ist das erste Spiel in der Cruis'n-Serie. Nachfolger ist das Spiel Cruis'n World, welches ebenfalls auf Arcade und Nintendo 64 veröffentlicht wurde.

## Entwicklung
Die Arcade-Version des Spiels wurde durch TV Games Inc. entwickelt, während die Nintendo 64 Version des Spiels von Williams Entertainment (später Midway Games) entwickelt wurde.
Angekündigt wurde, dass der Arcade-Automat auf Technik basieren würde, die im Herbst 1995 mit der Heimkonsole Nintendo 64 erscheinen würde. Tatsächlich wurde jedoch auf einen Prozessor von Texas Instruments gesetzt und einen 3D-Chip, der ebenfalls keine Ähnlichkeit zum N64 hatte. Für die Heimfassung auf dem Nintendo 64 wurde daher die Auflösung stark gesenkt.
Die Veröffentlichung von Cruis'n für den Nintendo 64 war eigentlich bereits mit der Veröffentlichung der Konsole in den USA im September 1996 geplant. Da das Spiel jedoch einige Monate zuvor nicht den Qualitätsansprüchen von Nintendo genügte, wurde die Veröffentlichung verschoben, sodass es erst einige Monate später in den Ladenregalen stand. Des Weiteren wurden auf Wunsch von Nintendo einige Umfänge im Vergleich zur Arcade-Version gestrichen. So wurde beispielsweise die Möglichkeit aus dem Spiel entfernt, Tiere zu überfahren. Auch wurde eine Zwischensequenz aus dem Ende des Spiels entfernt, in welcher Bill und Hillary Clinton in einem Whirlpool zu sehen sind. Der leitende Spielentwickler Eugene Jarvis zeigte sich über diese Zensierung in einem Interview sehr enttäuscht darüber.

## Spielprinzip
Ziel des Spiels ist es, die gesamte USA von der Westküste bis zur Ostküste zu durchfahren. Dabei durchfährt der Spieler zusammen mit 7 anderen computergesteuerten Fahrern diverse Rennstrecken, welche mehr oder weniger echten Gegenden der Vereinigten Staaten nachempfunden sind. Der Spieler muss dabei jede Rennstrecke als Sieger abschließen, um die nächste Strecke freizuschalten. Während eines Rennens fährt der Spieler gegen die Zeit. Durch das Durchfahren von Checkpoints, welche über die Rennstrecke verteilt sind, erhält der Spieler zusätzliche Zeit. Während eines Rennens muss der Spieler u. a. anderen Fahrzeugen oder Hindernissen ausweichen.
Das Spiel bietet insgesamt 14 Rennstrecken sowie 7 verschiedene Fahrzeuge (3 der Strecken sowie 3 der Fahrzeuge können erst durch Eingabe eines Cheatcodes freigeschaltet werden). Es kann zwischen Automatikgetriebe oder manueller Schaltung gewählt werden.
Das Spiel kann entweder solo oder zu zweit gespielt werden.

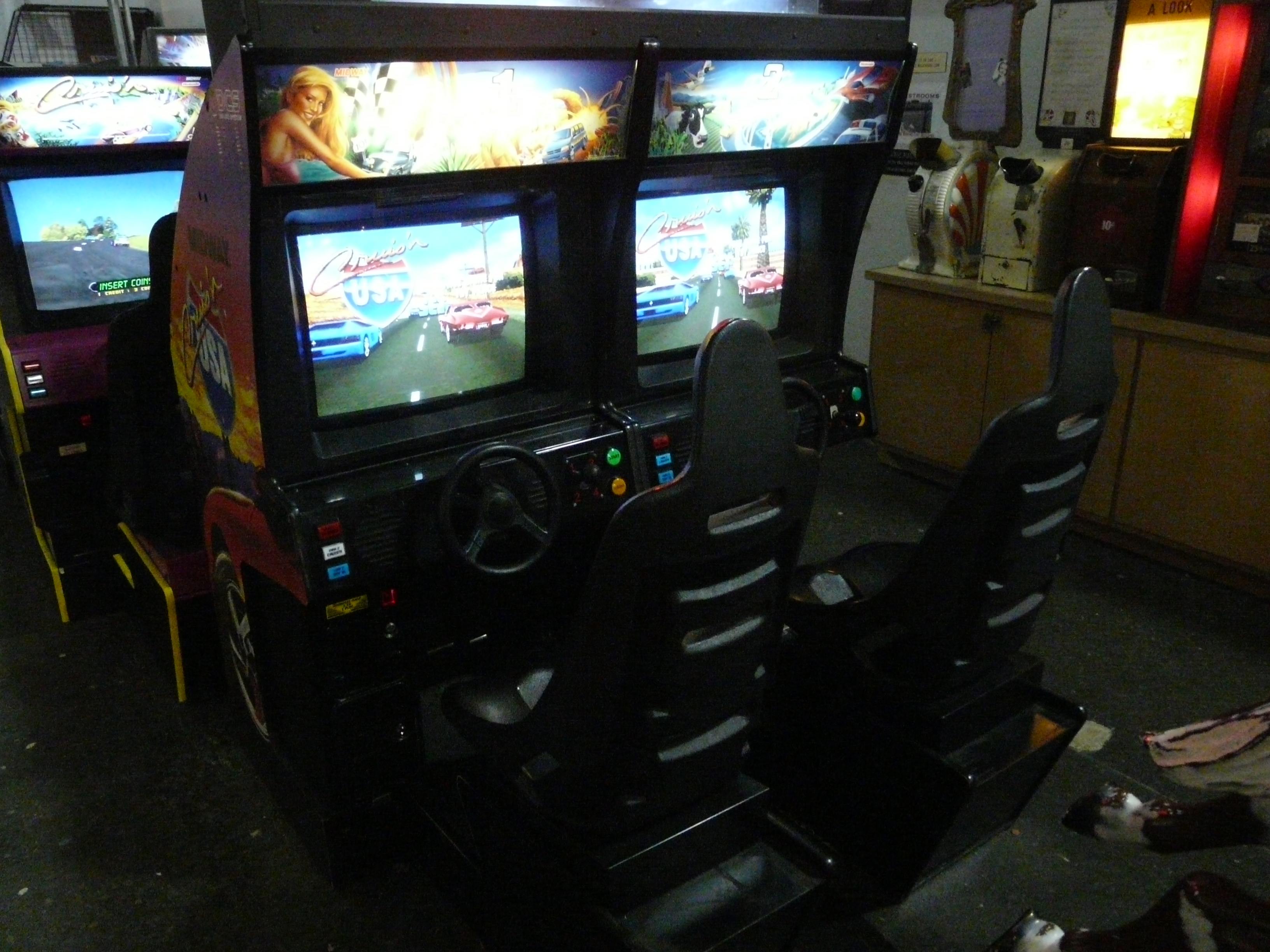
Arcade-Version des Spiels Cruis'n USA

### Spielbare Fahrzeuge
| Fahrzeug            | Basiert auf                      | Kommentar                     |
| ------------------- | -------------------------------- | ----------------------------- |
| '63 Muscle Car      | 1963 Chevrolet Corvette Stingray |                               |
| La Bomba            | Ford Deluxe coupe                |                               |
| Devastator VI       | Hyundai HCD-II Epoch             |                               |
| Italia P69          | Ferrari Testarossa               |                               |
| All Terrain Vehicle | YJ Jeep Wrangler                 | Durch Cheatcode freischaltbar |
| School Bus          | GMC S6000-B6P0                   | Durch Cheatcode freischaltbar |
| Police Car          | Chevrolet Caprice 9C1            | Durch Cheatcode freischaltbar |

### Spielbare Strecken
| Strecke          | Kommentar                     |
| ---------------- | ----------------------------- |
| Golden Gate Park | Durch Cheatcode freischaltbar |
| San Francisco    | Durch Cheatcode freischaltbar |
| US 101           |                               |
| Redwood Forest   |                               |
| Beverly Hills    |                               |
| LA Freeway       |                               |
| Death Valley     |                               |
| Arizona          |                               |
| Grand Canyon     |                               |
| Iowa             |                               |
| Chicago          |                               |
| Indiana          | Durch Cheatcode freischaltbar |
| Appalachia       |                               |
| Washington, DC   |                               |

## Rezeption
Bei Erscheinen auf dem Nintendo 64 sei das Spiel bereits technisch veraltet gewesen. Ebenso werden die Musikauswahl und Soundeffekte als schlecht empfunden. Die unbegrenzte Sichtweite steche hervor, jedoch sei die Bildrate nicht stabil. Besonders im Zwei-Spieler Modus sinke die Bildrate signifikant.
Trotz der schlechten Umsetzung auf dem Nintendo 64 verkaufte sich das Spiel weltweit mit 1,7 Mio. Einheiten durchaus gut. Cruis'n USA gehört somit zu den am meist verkauftesten Spielen auf dem Nintendo 64.